# Combat Rock
Combat Rock (с англ. — «Боевой Рок») — пятый студийный альбом британской панк-рок-группы The Clash, вышедший 14 мая 1982 году на лейбле CBS Records. Это последний студийный альбом, записанный группой в своём классическом составе (Страммер, Джонс, Симонон, Хидон) и потому многими, в том числе самими музыкантами, считается финальным в творчестве The Clash, несмотря на то, что в 1985 году вышел альбом Cut the Crap.
Combat Rock является самым продаваемым альбом группы, получившим двойную платиновую сертификацию в США. Синглы с альбома «Rock the Casbah» и «Should I Stay or Should I Go» стали одними из самых популярных песен группы. В британском чарте Combat Rock занял 2-е и 7-е место в американском.

## Предыстория
После выпуска тройного альбома Sandinista!, фронтмен коллектива Джо Страммер чувствовал, что группа творчески «дрейфует». Бас-гитарист Пол Симонон согласился с неудовлетворенностью Страммера по отношению к «низкому» профессионализму тогдашнего менеджера The Clash Кэролайна Куна. Страммер и Симонон убедили своих коллег по группе вернуть первого менеджера группы Берни Родса в феврале 1981 года, пытаясь восстановить «анархическую энергию» ранних The Clash. Это решение не приветствовал гитарист Мик Джонс, который постепенно отдалялся от своих коллег по группе.
В то же время ударник Топпер Хидон начал употреблять героин и кокаин. Употребление наркотиков стало регулярной привычкой, которая стоила ему 100 фунтов в день и подорвала его здоровье. Наркотическая зависимость Хидона стала причиной, которая позже подтолкнёт коллег по группе выгнать его из The Clash вскоре после выхода Combat Rock.

## Запись
Рабочее название альбома была Rat Patrol from Fort Bragg на стадии записи. После первых сессий в Лондоне, группа переехала в Нью-Йорк где записи продолжились в Electric Lady Studios в ноябре и декабре 1981 года.
Во время записи альбома в Нью-Йорке Мик Джонс жил со своей тогдашней девушкой Эллен Фоли. Джо Страммер, Пол Симонон и Топпер Хидон останавливались в отеле «Iroquois» на западной 44-й улице, в котором в течение двух лет в начале 1950-х годов жил актёр Джеймс Дин.
После окончания нью-йоркских сессий в декабре 1981 года группа вернулись в Лондон в январе 1982 года. С января по март The Clash отправились в шестинедельный тур по Японии, Австралии, Новой Зеландии, Гонконгу и Таиланду. Во время этого тура была сделана фотография группы, ставшей обложкой альбома была снята Пенни Смитом в Таиланде в марте 1982 года.

## Сведение и микширование
После тура по востоку, The Clash вернулись в Лондон в марте 1982 года, чтобы послушать материал, который они записали в Нью-Йорке три месяца назад. Они записали 18 песен, что было достаточно, чтобы выпустить их в виде двойного альбома. Ранее группа выпустили двойной London Calling и тройной Sandinista! (последний был принят неоднозначно), и группа обдумывала, следует ли ей снова выпустить двойной альбом.
Группа обсуждала, сколько песен должен содержать их новый альбом и сколько они должны были длится. Мик Джонс высказывался в пользу двойного альбома с более длинными, и танцевальными миксами. Другие участники группы выступили в пользу одного альбома с более короткими песнями. Этот внутренний спор создал напряженность внутри группы, особенно с гитаристом Миком Джонсом, который микшировал первую версию альбома.
Менеджер Берни Родс предложил пригласить ветерана рок-индустрии продюсера Глина Джонса. Джонс, в сопровождении Страммера и Джонс заново свёл дорожки и сократил объём записанного материала с 77 до 46 минут. Это было достигнуто путём сокращения длины отдельных песен, например, путём удаления инструментальных вступлений и код из таких песен, как «Rock the Casbah» и «Overpowered by Funk». Кроме того, группа решила полностью пропустить несколько песен, сократив их количество до 12.
Во время сессий повторного сведения записей, Страммер и Джонс также перезаписывали свои вокалы для песен «Should I Stay or Should I Go» и «Know Your Rights» и делали ремиксы на песни с целью выпуска их, как синглов.

## Музыка и тематика текстов
Композиции Combat Rock, в отличие от предыдущего альбома The Clash, были не прямыми пастишами на разные стили вроде рэпа и рокабилли, а сложными оригинальными гибридами, сочетающими в себе одновременно фанк, даб и прочие стили. К жанру традиционного панк-рока можно отнести лишь открывающую «Know Your Rights».
Мотив Combat Rock это влияние и последствия войны во Вьетнаме. «Straight to Hell» описывает детей, которые были рождены вьетнамскими матерями от американских солдат, а затем брошены ими (солдатами), «Sean Flynn» описывает фотожурналиста, сына актёра Эррола Флинна, который исчез в 1970 году во время освещения войны.
Биограф Пит Гилберт описывает многие песни из Combat Rock как имеющие «трип, предчувствие», пропитанные «колониальной меланхолией и грустью», отражающей войну во Вьетнаме. Группа была вдохновлена фильмом Фрэнсиса Форда Копполы «Апокалипсис сегодня», и ранее выпустила песню «Charlie Don’t Surf» на предыдущем альбоме Sandinista!, на которую ссылается фильм.
Другие песни альбома, если не прямо о войне во Вьетнаме и внешней политике США, то описывает американское общество в упадке морали. Песня «Red Angel Dragnet» был вдохновлен смертью Фрэнка Мелвина, члена «Ангелов-хранителей», в январе 1982 года. В песне цитируется фильм Мартина Скорсезе «Таксист» 1976 года, в котором Kosmo Vinyl, друг The Clash, записывает несколько строк диалога, имитирующих голос главного героя Трэвиса Бикла. В фильме Трэвис Бикл подстригся под ирокез. Эту причёску носил и Джо Страммер во время концертного тура в поддержку Combat Rock.
Песня «Ghetto Defendant» представляет поэта бит-поколения Аллена Гинзберга, который исполнил песню на сцене вместе с группой во время своих гастролей в Нью-Йорке в поддержку альбома. Гинзберг исследовал панк-музыку и включил в свою лирику фразы типа «сделай червя» и «слэм дэнс».
Музыка для «Rock the Casbah» была написана ударником группы Топпером Хидоном на основе фортепианной партии. Оказавшись в студии без трех своих коллег по группе, Хидон постепенно записал партии ударных, фортепиано и баса; записывал основную часть музыкального инструментария песни сам.
Другие участники The Clash были впечатлены записью Хидона, заявив, что, по их мнению, музыкальный трек по сути завершен. Тем не менее, Страммер не был впечатлен первоначальном текстом, который Хидон дал ему. До того, как услышать музыку Хидона, Страммер уже придумал фразы «rock the casbah» и «you’ll have to let that raga drop» в качестве идей, которые он рассматривал для будущих текстов песен. Услышав музыку Хидона, Страммер вышел в туалет и написал текст, который стал конечным.
Первоначальный состав альбома (включая не вошедшие в итоге на него песни) можно услышать на бутлеге Rat Patrol from Fort Bragg.

## Выпуск альбома и синглов
Следуя той же тенденции, что и Sandinista!, каталожный номер Combat Rock был «FMLN2» является аббревиатурой политической партии Сальвадора Фронта национального освобождения имени Фарабундо Марти или FMLN.
Первый сингл с альбома был «Know Your Rights» был выпущен 23 апреля 1982 года, и достиг 43 места в UK Singles Chart. Combat Rock был выпущен 14 мая 1982 года и достиг 2 места на UK Albums Chart, уступив лишь альбому Пола Маккартни Tug of War. В США Combat Rock занял 7 место в Billboard 200, продав более 2 000 000 копий альбома.
Сингл «Rock the Casbah» написанный Топпером Хидоном, достиг 8 места в Billboard Hot 100. Также сингл неожиданно стал успешным в танцевальном чарте достигнув там 8 места. Сингл сопровождался видеоклипом, снятым Доном Леттсом, который стал первым панк-клипом показанным и получившим постоянную ротацию на MTV.
В 1991 году фирма Levi’s решила использовать песню «Should I Stay or Should I Go» для рекламы своих джинсов. В том же году сингл был переиздан и достиг 1-го место в UK Singles Chart. В результате чего многие панки обвиняли группу в «продажности» и в «предательстве панк-идеалов».
В январе 2000 года альбом вместе с остальной частью каталога The Clash был ремастерирован и переиздан.

## Отзывы критиков
| Оценки критиков               | Оценки критиков |
| Источник                      | Оценка          |
| ----------------------------- | --------------- |
| AllMusic                      | [ 33 ]          |
| Alternative Press             | 3/5             |
| Blender                       | [ 35 ]          |
| Encyclopedia of Popular Music | [ 36 ]          |
| Q                             | [ 37 ]          |
| Rolling Stone                 | [ 38 ]          |
| The Rolling Stone Album Guide | [ 39 ]          |
| Select                        | 4/5             |
| Spin Alternative Record Guide | 8/10            |
| The Village Voice             | B+              |

Combat Rock получил положительные отзывы от музыкальной прессы. В рецензии The Village Voice Роберт Кристгау сетовал на элементы фанка и даба, которые были отчетливо характерны и в предыдущей работе группы. Тем не менее, он опроверг мысль о том, что группа «продалась», и считал, что они развивают свое творчество в Combat Rock, сочиняя песни с «более высоким уровнем словесной, музыкальной и политической плотности», хотя и менее «кратко и ясно», чем их ранние работы. Дуглас Волк написал в ретроспективном обзоре для Blender, что изначально альбом рассматривался как «движение в продажность» The Clash из-за её танцевального звучания и двух хитовых синглов, но другие песни содержали «дерзко причудливые аранжировки и некоторые из самых умных текстов Страммера». Журнал Q был менее восторженным, считая альбом «самым продаваемым, но началом конца для группы». В 2000 году Alternative Press назвала его «предпоследним альбомом The Clash, с использованием уроков, извлеченных за предыдущие три года, их наиболее коммерчески успешным релизом…, содержащим самую острую песню коллектива „Straight to Hell“». CMJ New Music Report включил Combat Rock в список 20 самых лучших альбомов 1982 года под номером 5 в 2004 году. Slant Magazine включил альбом под номером 80 в свой список «лучших альбомов 1980-х». Фронтмен гранж-группы Nirvana Курт Кобейн включил альбом в свой список 50 любимых альбомов.

## Список композиций
Слова и музыка всех песен — написаны The Clash, кроме специально указанных.
| №  | Название                             | Ведущий вокал             | Длительность |
| -- | ------------------------------------ | ------------------------- | ------------ |
| 1. | «Know Your Rights» (Страммер, Джонс) | Джо Страммер              | 3:39         |
| 2. | «Car Jamming»                        | Джо Страммер              | 3:58         |
| 3. | «Should I Stay or Should I Go»       | Мик Джонс                 | 3:06         |
| 4. | «Rock the Casbah» (Хидон, Страммер)  | Джо Страммер              | 3:44         |
| 5. | «Red Angel Dragnet»                  | Пол Симонон и Kosmo Vinyl | 3:48         |
| 6. | «Straight to Hell»                   | Джо Страммер              | 5:30         |

| №                   | Название              | Ведущий вокал                 | Длительность |
| ------------------- | --------------------- | ----------------------------- | ------------ |
| 7.                  | «Overpowered by Funk» | Джо Страммер и Futura 2000    | 4:55         |
| 8.                  | «Atom Tan»            | Мик Джонс и Джо Страммер      | 2:32         |
| 9.                  | «Sean Flynn»          | Джо Страммер                  | 4:30         |
| 10.                 | «Ghetto Defendant»    | Джо Страммер и Аллен Гинзберг | 4:45         |
| 11.                 | «Inoculated City»     | Джо Страммер и Мик Джонс      | 2:43         |
| 12.                 | «Death Is a Star»     | Джо Страммер и Мик Джонс      | 3:13         |
| Общая длительность: | Общая длительность:   | Общая длительность:           | 46:21        |

## БутлегRat Patrol from Fort Bragg
1. «The Beautiful People Are Ugly Too» — 3:45
2. «Idle in Kangaroo Court» — 4:58
3. «Should I Stay or Should I Go» — 3:05
4. «Rock the Casbah» — 3:47
5. «Know Your Rights» (расширенная версия) — 5:04
6. «Red Angel Dragnet» — 5:12
7. «Ghetto Defendant» — 6:17
8. «Sean Flynn» — 7:30
9. «Car Jamming» — 3:53
10. «Inoculated City» — 4:32
11. «Death Is a Star» — 2:39
12. «Walk Evil Talk» — 7:37
13. «Atom Tan» — 2:45
14. «Overpowered by Funk» (демо) — 1:59
15. «Inoculated City» — 2:30
16. «First Night Back in London» — 2:56
17. «Cool Confusion» — 3:10
18. «Straight to Hell» (расширенная версия) — 6:56

По состоянию на 2019 год, полная неотредактированная версия Rat Patrol from Fort Bragg официально не была выпущена, хотя бутлег-версии распространялись по неофициальным каналам. Песни «First Night Back in London» и «Cool Confusion», которые были исключены из альбома, появились в 1982 году как би-сайды для синглов альбома. Некоторые песни оригинального микса появились в бокс-сете Clash on Broadway и Sound System. В 2012 году скрипач и друг Джо Страммера Таймон Догг выпустил песню «Once You Know», которую он записал во время сессий Combat Rock со всеми четырьмя участниками Clash в качестве его бэк-группы.

## Участники записи
The Clash
- Джо Страммер — вокал, ритм-гитара, губная гармоника, пианино
- Мик Джонс — вокал, соло-гитара, клавишные, звуковые эффекты
- Пол Симонон — бас-гитара, бэк-вокал, вокал на «Red Angel Dragnet»
- Топпер Хидон — ударные, пианино, бас-гитара на «Rock the Casbah»

Сессионные музыканты
- Аллен Гинзберг — вокал на «Ghetto Defendant»
- Futura 2000 — вокал на «Overpowered by Funk»
- Эллен Фоли — бэк-вокал «Car Jamming»
- Джо Или — бэк-вокал на «Should I Stay or Should I Go»
- Таймон Догг — пианино на «Death Is a Star»
- Тонни Мандел — клавишные на «Overpowered by Funk»
- Гари Барнакл — саксофон на «Sean Flynn»
- Kosmo Vinyl — вокал на «Red Angel Dragnet»

Технический персонал
- The Clash — продюсирование
- Глин Джонс — продюсирование, микширование
- Джо Блэйни, Джерри Гренн; Едди Гардиа — инженеры
- Пенни Смит — фотограф, дизайн обложки

## Позиции в чартах
| Чарт (1982)                      | Наивысшая позиция |
| -------------------------------- | ----------------- |
| Канада (Canadian Albums Chart)   | 12                |
| Нидерланды (Album Top 100)       | 29                |
| Новая Зеландия (RMNZ)            | 5                 |
| Швеция (Sverigetopplistan)       | 9                 |
| Великобритания (UK Albums Chart) | 2                 |
| Чарт (1983)                      | Наивысшая позиция |
| США (Billboard 200)              | 7                 |

## Сертификации
| Регион                                                       | Сертификация  | Продажи    |
| ------------------------------------------------------------ | ------------- | ---------- |
| Великобритания (BPI)                                         | Золотой       | 100 000    |
| Канада (Music Canada)                                        | Золотой       | 50 000^    |
| Франция (SNEP)                                               | Золотой       | 100 000    |
| США (RIAA)                                                   | 2× Платиновый | 2 000 000^ |
| * Данные о продажах приведены только на основе сертификации. |               |            |